# آری گروس
آری گروس (به انگلیسی: Arye Gross) (زاده ۱۷ مارس ۱۹۶۰) بازیگر آمریکایی است.
از فیلم‌های معروف او می‌توان به بازی در فیلم کارشناسان، طلوع خورشید تکیلا، اطلس شورید: قسمت دوم، فقط یکی از پسرها، شاهزاده و سرپرست اشاره کرد.